# Dơi ngựa Thái Lan
Dơi ngựa Thái Lan (danh pháp khoa học: Pteropus lylei)  là một loài động vật có vú trong họ Dơi quạ, bộ Dơi. Loài này được K. Andersen mô tả năm 1908.
Là loài dơi lớn thứ hai vè kích thước chỉ xếp sau loài Dơi ngựa lớn. Chiều dài đầu và thân: 198 – 125 mm; cẳng tay dài: 144 – 162 mm; chiều dài tai 35,5 – 40 mm; chiều dài toàn bàn chân sau: 39,5 – 48 mm; cân nặng cơ thể 389 - 483 g . Lông ở phần đầu màu nâu sẫm hay nâu nhạt, gáy màu hung vàng đến vai thì vàng nhạt hơn. Lông màu sáng ánh bạc ở giữa lưng và thẫm dần về hai bên. Quanh cổ đến ngực và đầu màu vãng sẫm, phần bụng màu sẫm. Không có đuôi. Sọ của Dơi ngựa Thái Lan có hình thái tương tự như Dơi ngựa lớn (chiều dài đái sọ: 59,5 – 65 mm; chiều dài rộng gò má: 33 – 35 mm). Chiều dài hàm răng: 17,5 - 22,5 mm. Nha thức: i2/2; c1/1; p3/3; m2/3 (34 cái răng) 

## Phân bố
Loài dơi này sinh sống ở Thái Lan, Campuchia, Việt Nam. Ở Việt Nam chúng phân bố chủ yếu ở miền Nam, đặc biệt là ở Sóc Trăng (chùa Dơi - TP Sóc Trăng) và Cà Mau (Vồ Dơi). Theo các khảo sát gần đây, số lượng các đàn dơi ngựa ngày càng giảm sút do môi trường sống bị thu hẹp, môi trường ô nhiễm. Công tác bảo tồn loài dơi ngựa nói chung và dơi ngựa Thái Lan nói riêng nên được chú trọng

## Thức ăn
Các loại quả chín như nhãn, xoài, chuối,... thường nghỉ ngơi vào lúc khoảng 18 giờ và bay đi kiếm ăn rất xa, tới vài chục km và trở về nghỉ ngơi vào sáng hôm sau. Thức ăn của chúng chủ yếu là quả chín tuy nhiên chúng cũng ăn phấn hoa, mật hoa, hạt phấn, cánh hoa để có đủ năng lượng. Loài này có tuyến nước bọt phát triển, thích nghi với khả năng tiêu hóa thức ăn nghèo protein và natri nhằm cung cấp đủ các chất dinh dưỡng cần thiết. Sóng siêu âm không nhạy bén nên chúng dùng thị giác để tìm thức ăn khác với các loài dơi ăn côn trùng. Chúng có hệ thống răng pháy triển để cắn xuyên qua lớp vỏ để ăn phần thịt quả. Chúng ăn nhiều loại hạt, góp phần quan trọng trong việc phát tán thực vật.

## Tập tính
Dơi ngựa Thái Lan có các đặc tính như: đập cánh, ngủ, sải cánh, di chuyển và chải lông. Hoạt động ngủ và chải lông diễn ra vào buổi sáng và cuối buổi chiểu. Hoạt động đập cánh hầu như diễn ra vào buổi sáng và đầu buổi chiều. Không những thay đổi trong ngày mà các tập tính kể trên cũng thay đổi theo mùa. Các hoạt động sải cánh như để tắm nắng 

## Sinh sản
Dơi ngựa Thái Lan thường đẻ mỗi năm một lứa vào khoảng thời gian từ tháng 3 đến tháng 5; mỗi lứa chỉ đẻ một con; dơi non được mẹ mang theo ở mặt bụng, mỗi khi dơi mẹ bay đi kiếm ăn sẽ để dơi con lại nơi ở. Dơi mẹ thường ôm con, cho con bú và chải lông con. Khi trời nắng nhẹ, từ khoảng 8h đến 10h sáng và 3h -4h chiều, dơi mẹ thường tập bay cho con. (Ghi nhận không chính thức vào thời gian mang thai của loài vào tháng 12 

#### Hình ảnh

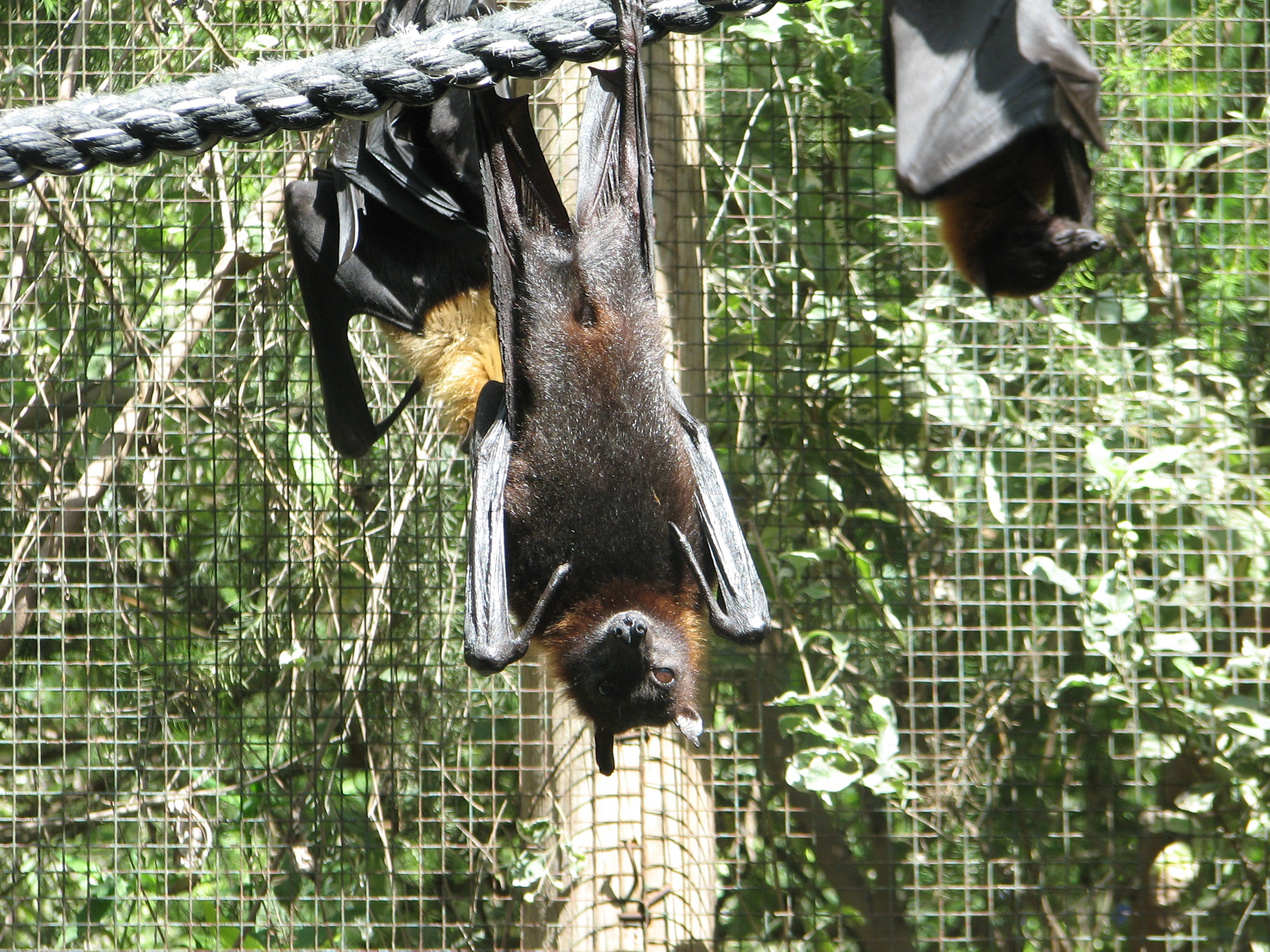
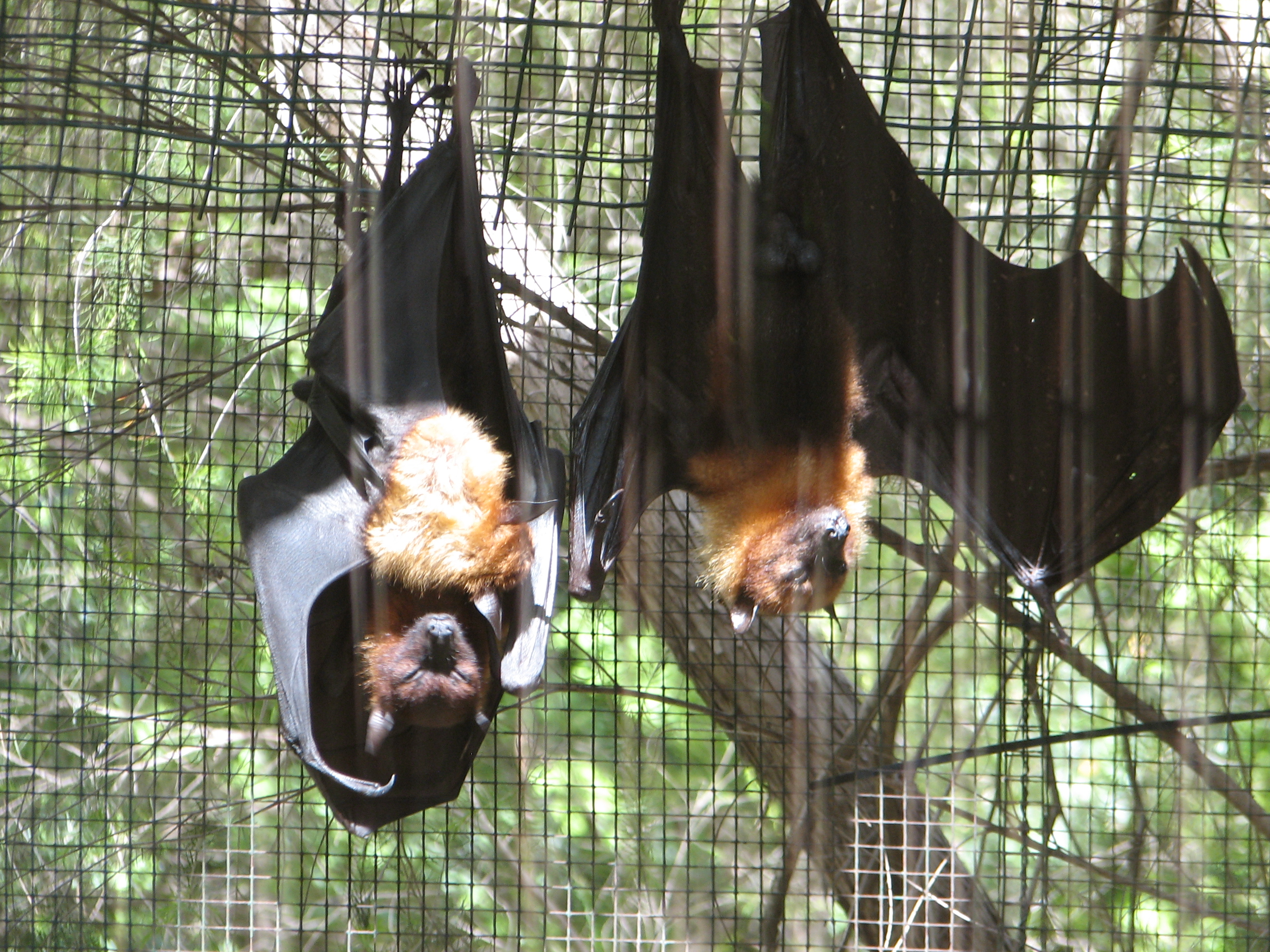